# Kościół Niepokalanego Serca Najświętszej Maryi Panny w Piskorzynie
Kościół Niepokalanego Serca Najświętszej Marii Panny w Piskorzynie – rzymskokatolicki kościół parafialny zlokalizowany w Piskorzynie (powiat wołowski, województwo dolnośląskie). Funkcjonuje przy nim Parafia Niepokalanego Serca Najświętszej Maryi Panny.

## Historia
Od średniowiecza wieś przynależała do parafii Wińsko. W połowie XVI wieku (być może około 1520) wzniesiono we wsi kościół protestancki, który stał się parafialnym w 1745 lub 1748 roku. W latach 1870–1871 zbudowano nowy kościół dla protestantów, który w dużej części spłonął w 1916 roku. Odbudowano go tymczasowo i 10 listopada 1916 konsekrowano, jednak już w 1918 postanowiono zbudować nową świątynię. Jej projektantem była spółka "Klein und Wolf" z Wrocławia. Z poprzedniego kościoła zachowano wieżę (nie uległa spaleniu) i jej aneksy oraz w część murów obwodowych. Budowa zakończyła się w roku 1920. Po II wojnie światowej obiekt został kościołem katolickim (ostatnim pastorem ewangelickim do 1945 był Georg Schubert). Parafię erygowano tu w 1972 roku (od 1964 roku prowadzone są księgi metrykalne).

## Architektura
Murowana, klinkierowa, dwukondygnacyjna świątynia stojąca w środku wsi jest (z wyjątkiem wieży) przykładem wczesnego modernizmu z nawiązaniami do stylów historycznych. Detal wykonany jest w tynku. Prezbiterium zwrócone jest na zachód. Nawę pokrywa dach mansardowy. Do prezbiterium przylega czterokondygnacyjna wieża starego kościoła zbudowana na planie kwadratu, kryta dachem namiotowym, z dwoma aneksami, pokrytymi dachami dwupołaciowymi. Część wejściową (wschodnią) zdobi monumentalny, arkadowy, trójboczny przedsionek z trójkątnym naczółkiem. Elewacje nawy są sześcioosiowe, dzielone lizenami (tynk). W kondygnacji dolnej znajdują się biforia, a w górnej duże okna pozamykane łukami pełnymi. Okna mają witraże z barwionego szkła z ornamentalną bordiurą. Inskrypcje witrażowe upamiętniają osoby poległe w I wojnie światowej.

## Wnętrze
W zachodniej części czworobocznego korpusu świątyni zlokalizowano stosunkowo wąskie prezbiterium ze sklepieniem kolebkowym. Prezbiterium flankują ośmioboczna zakrystia i pomieszczenie gospodarcze. Wzdłuż ścian nawy znajdują się empory, w tym empora organowa od wschodu. Nawa w części środkowej przykryta jest pozornym sklepieniem zwierciadlanym. We wschodniej części korpusu nawowego znajduje się wąska eliptyczna kruchta flankowana dwiema klatkami schodowymi z trójbiegowymi schodami.
W kościele znajduje się kilka płyt nagrobnych z figurami stojącymi pochodzących z XVI wieku.

## Galeria

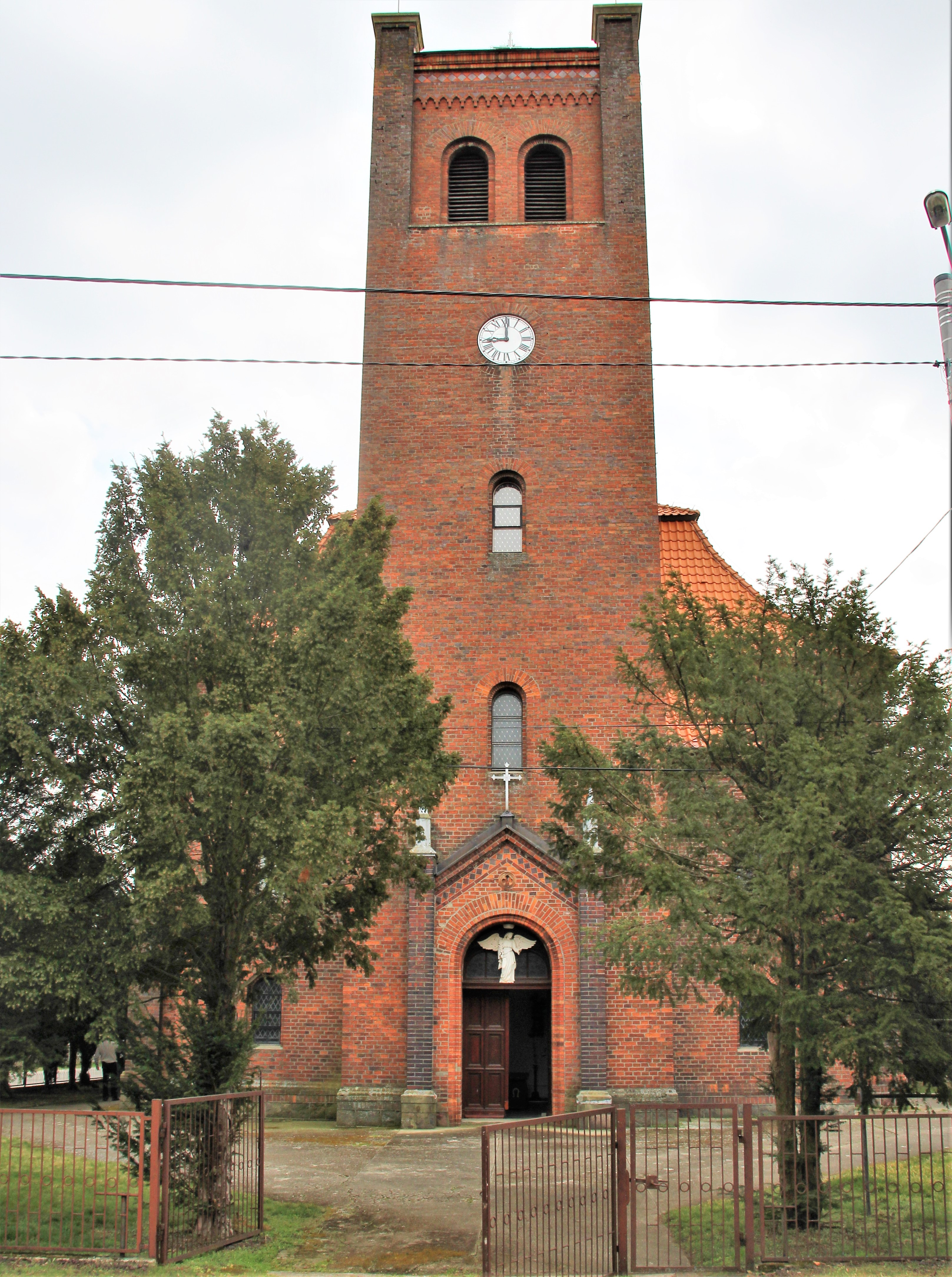
Wieża poprzedniego kościoła
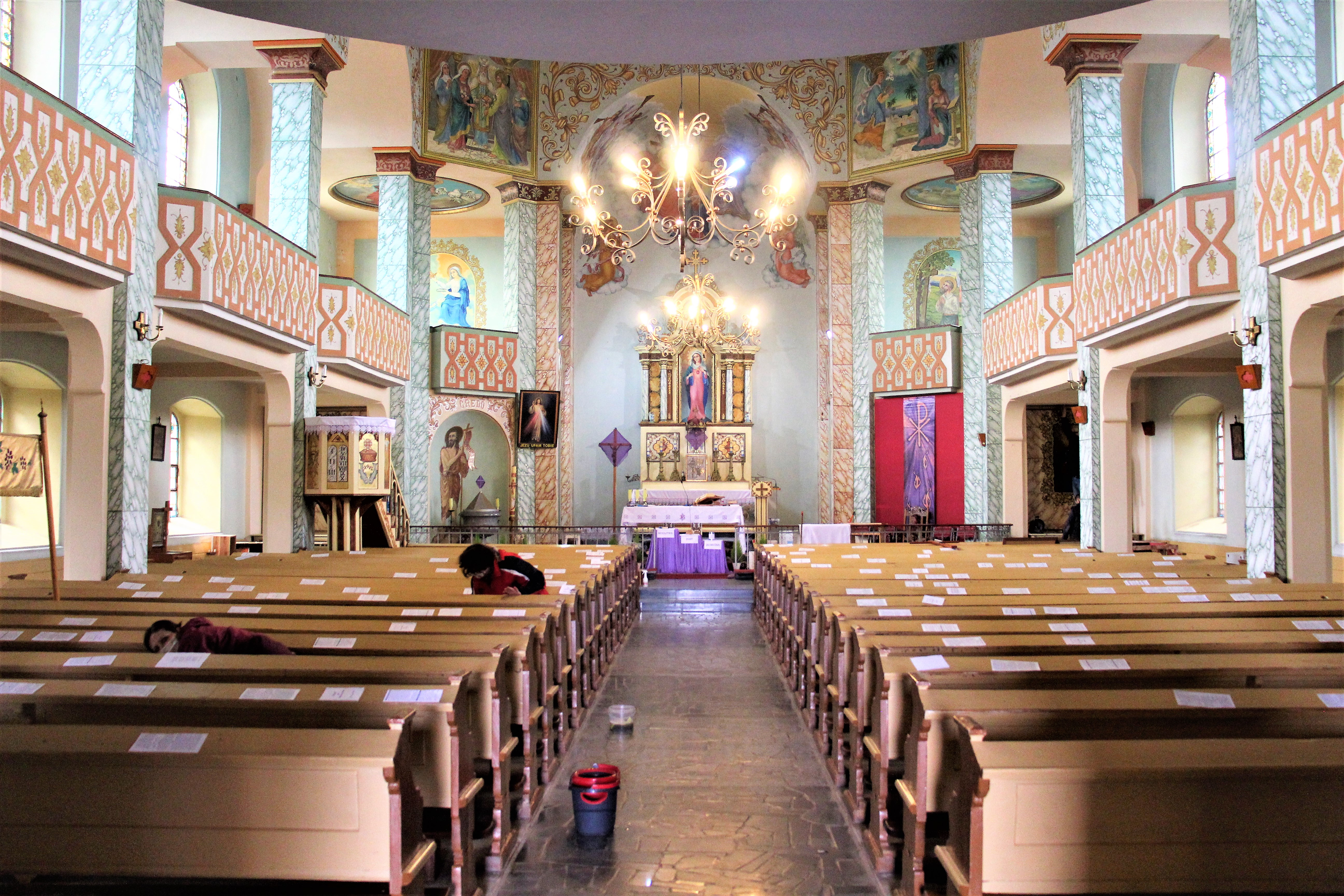
Wnętrze z balkonami i ołtarzem
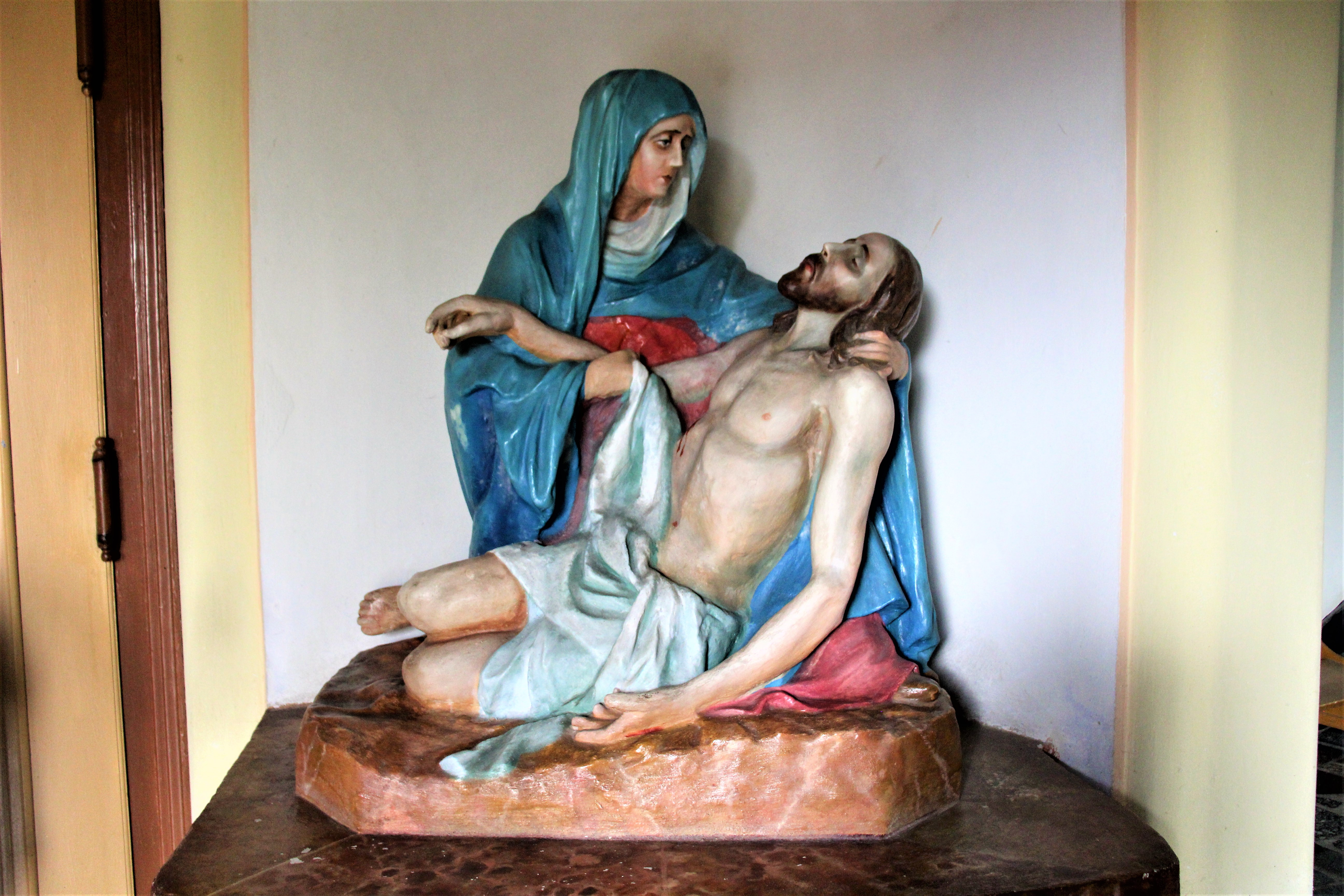
Pietà